# 李汝华
李汝華（1548年—1624年），字茂夫，號桂亭，河南歸德府睢州人。晚明政治人物。

## 生平
李汝華為萬曆四年（1576年）丙子科河南乡试第六十名舉人，萬曆八年（1580年）庚辰科會試第九十四名，三甲第一百二十七名進士。工部觀政，九年授兗州府推官，丁憂归乡。十六年选授通政使司工科給事中，嘗彈劾戎政尚書鄭洛失職。及出閱甘肅邊務，鄭洛經略西事，主張和戎。汝華上疏說鄭洛畏敵貽患，且彈劾諸將吏私吞軍資，又請儘快開墾甘肅荒田。十九年（1591年）還朝，改吏科右給事中，尋遷工科左給事中。二十年（1592年）升吏科都給事中，多所糾擿。二十一年（1593年）擢太常寺少卿。二十二年（1594年）遷通政使司右通政。二十三年（1595年）遷南京光祿寺卿，本年改以都察院右僉都御史巡撫南贛，三十二年加升兵部右侍郎兼佥都御史。三十六年（1608年）六月升戶部左侍郎。三十九年（1611年）六月以戶部左侍郎署掌部務。四十一年（1613年）正月以戶部左侍郎署總督倉場印務。四十四年（1616年）四月擢戶部尚書。萬曆四十六年（1618年）以戶部尚書署掌吏部印務，為應付遼東的軍事需要，李汝華議請畝加三釐五毫之賦。四十七年（1619年）以戶部尚書署掌吏部、工部印務，加賦三釐五毫。四十八年（1620年）又議請再加二釐，前後平均每畝土地加徵銀九釐，計五百二十萬零六十二兩，是謂遼餉。泰昌元年（1620年）以戶部尚書掌倉場印信。天启元年（1621年）得疾乞休獲准，加太子太保。不久卒，年七十六，赠少保，諡恭敏。《明史》說他：“練達勤敏，立朝無黨阿”、“獨加賦之議不能力持，馴致萬方虛耗，內外交訌。”

## 家族
曾祖李恭；祖父李江，贈知县；父李仕，曾任府同知。子李夢星，官都匀府知府。次子李夢鳌，官生，李自成任命的官员来到时，投水自尽。三子李夢辰，通政使。冢孫李壽昌，恩生。曾孫李光显，官生。

## 延伸阅读
[在维基数据编辑]
 《明史卷二百二十》，出自《明史》